# VT-4主战坦克
VT-4主戰坦克，又名MBT-3000主战坦克，是中华人民共和国在2000年代末至2010年代研制的由中国北方工业 (NORINCO) 推出专门供军贸出口的第三代主战坦克，是MBT-2000主战坦克（VT-1）基础上换中国产动力舱的升级改型，从渊源上是基于90-II式坦克一系列衍生型的最新型号之一。

## 历史
20世纪80年代末到90年代初，中国研制了国产三代坦克试验样车，由于军方论证后修改和提高了国产三代坦克的战技指标，相应的研制进度延后。前期研制成果作为技术储备，并由中國北方工業推出外贸产品。最初于1991年首次公布在媒体杂志上的型号被称作“90-Ⅱ”，作为根据外国用户提出要求开发的专供出口的三代坦克样车。90-II坦克后来继续与巴基斯坦合作研发又被正式称为“MBT-2000”，限于当时中国国内的条件，MBT-2000坦克最终选用了乌克兰的动力包。
VT-4坦克（MBT-3000主战坦克项目）研制始于2009年，在MBT-2000坦克基础上研发的，当时的主要目标是提供中国研发的动力包，解决在国际竞争市场时受到要挟的问题。由内蒙古第一机械集团公司联合其他几个单位研制，该坦克总设计师是冯益柏。项目最初命名为“MBT-3000”（工程代号）方案于2012年6月在巴黎的“欧洲萨托里-2012”防务展上展示，在2014年8月22日“中国兵器装甲日”首次公开亮相，并在第十届珠海航展称为“VT-4”进行展示， 但当时还沒有量產，但有相當數量樣車已經公開演練展示給潛在買家。

## 概况
VT-4坦克在MBT-2000坦克基础上移植了部分中国人民解放军自用的99A坦克的技术。外观上看防护装甲进行了明显加强，特别加强了正面装甲。安装复合装甲外挂爆炸反应装甲，正面防护水平相当于超过700毫米均质钢装甲。炮塔正面为楔形装甲，侧裙板为硬质装甲。采用了GL5主动防护系统，装有激光告警装置。MBT-3000／VT-4坦克动力舱为发动机横置设计，动力系统采用中国产功率1300匹马力的涡轮增压柴油机以及新研制的综合液力机械传动装置一体化动力包设计，采用自动变速箱、方向盘驾驶。MBT-3000／VT-4坦克安装一门高膛压125毫米口径滑膛坦克炮，可发射尾翼稳定脱壳穿甲弹（APFSDS）、破甲弹（HEAT）和杀伤爆破榴弹（HE），据该坦克总设计师冯益柏透露，穿甲弹的威力可达到700毫米，配用新型穿甲弹，穿甲威力可达到1000毫米。还可将射程5000米的炮射导弹作为可选项。配备“猎—歼”指挥仪式火控系统以及第三代红外热成像仪。增加车载数字化系统和信息化终端设备，配备了战场信息共享的数据链，可实现与友邻车辆、指挥车辆之间的信息传输。在正样车上安装了辅助武器遥控武器站。 此外VT-4的吸引力还来自其价格。

## 衍生型号
MBT-3000
原型车
VT-4
量产型号
VT-4A1
改进型号，配备改装炮塔。新型炮塔特征：
雷达面板
重新布局的榴弹发射器
新型硬杀伤主动防护系统
小型攻击无人机发射装置
海德尔坦克
巴基斯坦本土组装型号
VN20
重型步兵战车

## 用戶
- 泰國：現役60輛[7]，首批28輛VT-4於2017年花费1.5亿美元购入[8][9][10][11][12][13]，2017年再花费5800万美元加购10辆[14][15][16]。同年再次增购了11辆[17]。(泰文操作手冊 （页面存档备份，存于）)
- 奈及利亞：於2019年订购1批VT-4坦克，首批於2020年4月8日交付[18][19]
- 巴基斯坦：中國內蒙古第一機械集團於2020年4月正式向巴基斯坦交付首批VT-4坦克[20]，鑒於該國有長期使用中國外貿坦克的經驗兼滿意該型坦克性能，巴基斯坦將採購300辆VT-4坦克，預計2023年交付，[21]以對抗印度陸軍裝備的T-90主戰坦克[22][23][24]，同時購買生產許可證，成為本土化的巴基斯坦国产“海德尔”坦克。